# ルイーダの酒場
ルイーダの酒場（ルイーダのさかば）は、スクウェア・エニックスのコンピュータゲーム『ドラゴンクエストシリーズ』に登場する架空の店である。

## 概要
一部の『DQ』シリーズでの架空の仲間との出会いと別れの場所であり、おもに主人公の仲間であるプレイヤーキャラクターをパーティーに加えたり、パーティーから離脱させたり、削除したりすることができる。シリーズ3作目『ドラゴンクエストIII そして伝説へ…』でプレイヤーキャラクターを自由に登録・加入・離脱させるシステムとともに初めて登場した。作品によっては、店主・ルイーダ、仲間キャラクターの内容が、全く異なっている。
『IX』の発売以降、この名称は『DQ』以外の場所にも使用されている。作品や店舗によって「LUIDA'S BAR」「ルイーダのカフェ」「LUIDA'S CAFE」名義になることもある〔ママ〕。

## 登場シリーズ

### ナンバリング作品
ドラゴンクエストIII そして伝説へ…
酒場と「冒険者の登録所」を併設する。2階に冒険者の登録所があり、ここで新規にキャラクターを作成することができる。キャラクターを作成する際には自由に名前を付けることができるほか、職業は戦士、武道家、僧侶、魔法使い、商人、遊び人、盗賊（盗賊はリメイク版のみ）の中から1つ選ぶ。登録できるのは11人（リメイク版では21人）まで。登録しているキャラクターを削除するコマンドはないが、上限人数に達しているときに新たに登録したい場合、指定したキャラクターを削除して登録することが可能である。
登録したキャラクターは1階にある酒場でパーティーに加えたり、パーティーから離脱させたりすることができる。冒険者の登録所で新規に登録しなくても戦士・僧侶・魔法使い各1人が最初から登録されておりすぐにパーティーに加えることができる。
ドラゴンクエストV 天空の花嫁
ストーリー後半で「グランバニア城」の城内に設置される。人間キャラクターである、主人公の妻（仲間に加入後）、男の子、女の子、サンチョ、ピピンをパーティーに加えたり、パーティーから離脱させたりすることができる。『III』と異なり、キャラクターを新規に登録したり、削除したりすることはできない。
本作では戦闘で倒したモンスターを仲間にする仲間モンスターシステムが初登場しているが、仲間モンスターのパーティー加入・離脱と削除を行う施設はルイーダの酒場とは別の「モンスター預り所」である。モンスター預り所は世界を跨いで複数の箇所に点在し、どこからでも同じように利用できる。
ドラゴンクエストVI 幻の大地
人間キャラクターであるハッサン、ミレーユ、チャモロ、テリー、アモス（仲間になった場合）のパーティー加入と離脱のほか、本作ではモンスター預り所が廃止されルイーダの酒場に統合されたため、仲間モンスターのパーティー加入と離脱の役割も受け持つようになった。世界の複数の箇所に点在し、どこからでも同じように利用できる。キャラクターを新規に登録することはできない。仲間モンスターは削除できるが、人間キャラクターは削除できない（DS版は仲間モンスターが固定のため仲間モンスターの削除も無い）。
ドラゴンクエストIX 星空の守り人
『III』同様のキャラクター作成および削除などの登録場所。戦士、武道家、僧侶、魔法使い、盗賊、旅芸人をポリゴングラフィックで作成出来る。追加配信クエストによっては、ルイーダ本人を含む固定キャラクターの加入もある。この固定キャラクターの削除は不可能である。ナンバリング作品で初めて店主・ルイーダの公式イラストが登場する。本作では「リッカの宿屋」内に設置されている。
ドラゴンクエストX 目覚めし五つの種族 オンライン
「冒険者の酒場」として登場し、カウンターの中にいる人物は各地で異なる。
オンラインモードではサポートなかまとして自分のキャラクターを登録したり、他のプレイヤーが登録したキャラクターを仲間にできる。サポートなかまを傭うにはゴールドが必要（対象がフレンドの場合は無料）で、12時間・24時間・48時間契約となっている（時間前に仲間からはずすことも出来る）。登録キャラクターが希望条件にいなかったり貸し出し中の場合は、酒場のスタッフ（運営側が用意したキャラクター）で補充される。サポートなかまとして自分のキャラクターが使われた状況に応じて経験値やゴールド、名声がもらえる（本人のログイン時は加算されない）。また、ダーマ神殿 出張所として神官が常駐しており、クエストクリア後に転職が可能となる。駅がある町には必ずあり、どこからでも同じように利用できる。
オフラインモードでは、クエストクリア後に依頼者が仲間として加入・離脱できるようになる。

### 派生作品
ドラゴンクエスト モンスターバトルロードIIレジェンド
運命の天使ラヴィエルのとどめの一撃発動時に『IX』のリッカの宿屋込みで登場する。
ドラゴンクエスト モンスターバトルロードビクトリー
店頭ムービーで、『IX』のリッカの宿屋込みで登場が発表されている。実際のゲーム中では「ルイーダのカフェ」として登場した。
ドラゴンクエストヒーローズ 闇竜と世界樹の城
空艦バトシエで営業している。店主・ルイーダは『IX』同様の姿をしており、声は甲斐田裕子が担当している。

### その他
ドラゴンクエスト公式サイト天空の大神殿
2009年3月2日に『ドラゴンクエスト天空の城下町』からリニューアルした公式サイト内にある、仲間とパーティーを組める場所。各ユーザーが設定したキャラクターなので、『III』にあった削除は不可能である。店主・ルイーダは『IX』をモチーフとしている。

## その他のルイーダの酒場
すれちがい通信中継所
ヨドバシAkibaを始めとした一部の家電量販店や、和歌山県にあるコミュニティFM バナナFMなどの『DQ』を含んだゲームのすれちがい通信が出来る場所を指す
Science BAR（サイエンス・バー）
2011年6月17日にオープンした、科学をメインとしたBARであるが、常に店内は最新の設備を導入し、Wi-Fi用設備も当然ある。特に週末や日曜日にはすれ違い通信を目的としていることが多い。充電器も用意してある。
勇者ヨシヒコと悪霊の鍵
第7話に登場。ヨシヒコが仲間達と一旦別れ、偽物達と行動しようとした際に仲間たちを預けた。ルイーダを演じたのは佐藤江梨子。

### LUIDA'S
LUIDA'S BAR
2010年1月28日にオープンした、カラオケ パセラの期間限定のオフィシャル・バーのこと。『IX』の発売後のヨドバシAkibaのすれちがい通信で楽しむ人達を見た経営者が、飲食店の運営に考えたのがきっかけである。この依頼からゲームデザイナー・堀井雄二も酒場のメニューに参加している。不定期であるが、ゲストキャラクターによるレア地図配信も行っている。さらに、2010年2月9日には「交響組曲『ドラゴンクエストIX』星空の守り人先行視聴会」後にすぎやまこういちがサプライズで所有のソフトによる『IX』の地図を配布した。
なお、シリーズ関連のイベントが行われる際には、出張展開されることもある。
LUIDA'S CAFE with HP
2015年3月12日 - 3月31日の限定店。PC版『X』とヒューレット・パッカードとのコラボ。上記の「LUIDA'S BAR」との違いは酒など無し、軽食メイン。ゲーミングPC試遊がありである。